# Muhamed Keita
Muhamed Muhamed Maudo Keita (ur. 2 września 1990 w Bandżulu) – norweski piłkarz gambijskiego pochodzenia występujący na pozycji napastnika. Były młodzieżowy reprezentant Norwegii.

## Sukcesy

### Strømsgodset
- Mistrzostwo Norwegii: 2013
- Puchar Norwegii: 2010

### Lech Poznań
- Mistrzostwo Polski: 2014/15